# Polina Rajko
Pelageja Andrijivna Rajko, rozená Soldatova (ukrajinsky Пелагея Андріївна Райко, * 5. května 1928 Olešky – 15. ledna 2004, tamtéž) byla ukrajinská naivní malířka, která začala ve svých 69 letech malovat na zdi svého domu, aby se vyrovnala s rodinnými traumaty. Postupně si vyzdobila celý svůj dům, který se později stal národní kulturní památkou Ukrajiny. V červnu 2023 byl dům zaplaven povodní po zničení Kachovské přehrady během ruské invaze na Ukrajinu.

## Biografie
Polina Rajko se narodila 5. května 1928 ve městě Ciurupynsk (současné Olešky) v Chersonské oblasti poblíž řek Čajka a Konka, kde prožila celý svůj život. Měla tři sestry. Za druhé světové války byla deportována do Německa, ale později se vrátila na Ukrajinu a v roce 1950 se ve svých 22 letech provdala za Nikolaje Alexejeviče Rajko. Pracovali při sezónních pracích v místním kolchoze a přežívali díky pěstování vlastního ovoce a zeleniny. V roce 1951 se jim narodila dcera Olena a o dva roky později syn Serhij. V roce 1954 si postavili dům na ulici Nižnyja 74 v Oleškách.
Rajko měla velmi komplikovaný rodinný život. Manžel a syn byli závislí na alkoholu. V roce 1994 zemřela při autonehodě dcera Olena a o rok později jí zemřel manžel. Syn Serhij byl v roce 1997 poslán na tři roky do vězení poté, co téměř zničil rodinný dům a prodal ukradené věci včetně elektroinstalace. Po propuštění se vrátil domů a jednou v opilosti matku pobodal nožem. Zemřel v roce 2002 na cirhózu jater.
Rajko byla samouk, od roku 1998 začala svůj dům zdobit různými malbami jako způsob, jak se vyrovnat s rodinnými traumaty. Jako první namalovala na vrata bílou holubici. Postupně vyzdobila celou usedlost, stěny, stropy a dveře 6pokojového domu, brány, ploty i garážová vrata. Její dům se stal místní turistickou atrakcí. V malování pokračovala až do své smrti dne 15. ledna 2004.
Po smrti umělkyně zahájili komunitní aktivisté a umělci kampaň za zachování jejího výjimečného domu, protože dědicové se o to příliš nestarali. Nakonec dům koupil kanadsko-ukrajinský pár z Kyjeva. Dům později získal památkovou ochranu, byl přeměněn na muzeum a stal se národní kulturní památkou Ukrajiny. O muzeum se staral zakladatel Nadace Poliny Rajko a umělec Vjačeslav Mašnyckyj. Po ruské okupaci Ukrajiny v roce 2022 byl unesen a je nezvěstný.
Během ruské invaze na Ukrajinu v roce 2022 se proukrajinští aktivisté inspirovali obrazy Poliny Rajko a používali v Ruskem okupovaném Chersonu holubici jako symbol kulturního odporu.
Dům Poliny Rajko byl zničen záplavami v červnu 2023 při povodních po zničení Kachovské přehrady.